# Ernst Reins
Ernst Reins (* 14. August 1907 in Charlottenburg; † 9. Mai 1933 in der Strafanstalt Plötzensee, Berlin) war ein deutscher Maurer und Raubmörder. Reins wurde bekannt als Protagonist eines seinerzeit von der Öffentlichkeit vielbeachteten Gewaltverbrechens sowie als erste Person, die in Deutschland nach der Machtergreifung der Nationalsozialisten hingerichtet wurde.

## Leben

### Werdegang bis 1931
Reins war das siebzehnte Kind eines Maurers, der früh an Paralyse verstarb. Außer Ernst Reins kamen nur zwei Schwestern lebend zur Welt bzw. überlebten das Kleinkindalter. Aufgrund des frühen Todes des Vaters und verschärft durch die besondere Not der Verhältnisse während des Ersten Weltkrieges und der Nachkriegszeit wuchs er in Armut auf. Reins, laut zeitgenössischen Zeitungsberichten ungewöhnlich intelligent, konnte deshalb den von ihm angestrebten kaufmännischen Beruf nicht ergreifen, sondern musste, wie sein Vater, in dem ihm verhassten Beruf als Maurer arbeiten, trug sich aber mit der Hoffnung, eines Tages Architekt werden und gesellschaftlich aufsteigen zu können.
1927 verlobte Reins sich mit einem Mädchen aus bürgerlichem Hause. Nachdem er 1930 infolge der Weltwirtschaftskrise arbeitslos wurde, löste das Mädchen die Verlobung auf Druck seiner Eltern jedoch wieder. Durch diese Episode verbittert und in seinem Ehrgeiz dem „elenden Proletarierleben“ zu entkommen bestärkt, suchte er nach einer Gelegenheit, schnell zu viel Geld zu kommen, um seine Fortbildung zum Architekten finanzieren zu können.
Im April 1931 entschied Reins sich schließlich dazu, einen Überfall auf einen Geldbriefträger zu versuchen. Diese waren ihm wiederholt aufgrund der „dickgefüllten Taschen“ (Stefan Großmann), die sie bei sich trugen, aufgefallen.

### Der Überfall auf den Geldbriefträger Schwan
Am 29. April 1931 erschien Reins bei der Witwe Möbius, die ein Zimmer in ihrem Haus in der Gossowstraße 10 in Berlin-Schöneberg zur Vermietung ausgeschrieben hatte, und mietete dieses unter dem Namen Erich Wiechl. Anschließend ging er zum Postamt in der Genthiner Straße, wo er eine Postanweisung über 5 Mark auf den Namen Wiechl aufgab, mit dem Auftrag, diese an die Adresse in der Gossowstraße auszuliefern.
Am 1. Mai 1931 bezog Reins früh morgens als neuer Mieter das Zimmer in der Parterrewohnung des Hauses der Witwe Möbius. Kurz danach schickte er die Hauswirtin mit dem Auftrag seine Brille reparieren zu lassen fort. Schließlich erschien der Geldbriefträger Gustav Schwan (* 8. September 1878) mit der am Vortag aufgegebenen Postanweisung. Reins bat ihn in die Wohnung und legte ihm zur Legitimation eine Visitenkarte auf den Namen Erich Wiechl mit einer Adresse in Mödling bei Wien vor. Während Schwan die Karte las, schlug er diesen mit einem in Leinwand gewickelten und mit Sand gefüllten Stück Bleirohr nieder, so dass Schwan bewusstlos zu Boden ging und bald danach an seiner schweren Kopfverletzung starb. Reins/Wiechl öffnete die Geldtasche des Briefträgers, entnahm daraus das gesamte Bargeld in Höhe von 13.500 RM und entfernte sich vom Tatort.

### Ermittlungen und Verhaftung Reins'
Schon am Folgetag konnten die mit den Ermittlungen in dem Fall beauftragten Kommissare Karl Draeger und Mielenz der Berliner Mordkommission ermitteln, dass der vermeintliche Mieter des Mordzimmers, Wiechl, ein ehemaliger Eintänzer des Hotels Adlon war, der mittlerweile in Wien lebte. 
Wiechl konnte aufgrund seines Aufenthaltsortes zum Tatzeitpunkt rasch als Täter ausgeschlossen werden, zumal die Witwe Möbius bestätigte, dass er nicht mit dem Mann, der das Zimmer bei ihr gemietet hatte, identisch sei. Durch die Aussagen Wiechls und durch einen am Tatort zurückgelassenen Hemdkragen des Täters, der eine verwaschene Auszeichnung aufwies, konnte die Berliner Kriminalpolizei stattdessen am 4. Mai 1931 Reins als Tatverdächtigen identifizieren, der Wiechl von Besuchen im Hotel Adlon, wo die zwei Schwestern Reins aufgrund ihres Berufes als "Vorführdamen" (mit diesem Begriff wurden damals Angestellte von Boutiquen, die wohlhabenden Kunden Kleidungsstücke vorführten, bezeichnet) regelmäßig verkehrten, kannte. In derselben Nacht erging ein internationaler Fahndungsbefehl nach diesem. 
Reins wurde schließlich am 6. Mai 1931 in Genua ausfindig gemacht, wo er mit seinen beiden Schwestern im Hotel Excelsior abgestiegen war, und von der dortigen Polizei verhaftet. Er hatte geplant von Genua aus mit einem Schiff nach Südamerika zu reisen. Noch am selben Tag legte er gegenüber der Polizei ein umfassendes Geständnis ab.

### Verurteilung, öffentliche Rezeption des Falles und Hinrichtung
Im Dezember 1931 wurde Reins vom Schwurgericht beim Landgericht Berlin des Mordes für schuldig befunden und zum Tode verurteilt. Die Strafe wurde zunächst jedoch nicht vollzogen, da – vor allem in der sozialdemokratischen und liberalen Presse – öffentliche Proteste hiergegen erhoben wurden, die insbesondere auf die Jugend des Verurteilten, auf sein schweres Schicksal sowie auf den Umstand verwiesen, dass vieles dafür spreche, dass die Tötung Schwans entgegen dem Urteil des Schwurgerichts ein (unabsichtlicher) Totschlag und kein absichtlicher Mord gewesen sei, und vor diesem Hintergrund eine Abmilderung der Strafe forderten. Die seit dem Preußenschlag vom 20. Juli 1932 amtierende kommissarische preußische Staatsregierung unter Franz von Papen erörterte eine Begnadigung Reins und dreier anderer zum Tode verurteilter Delinquenten in ihrer Sitzung vom 27. Oktober 1932, wobei der Kommissar für das Preußische Ministerium der Justiz (de facto Justizminister) Heinrich Hölscher sich jedoch für eine Vollstreckung des Urteils aussprach. Eine endgültige Entscheidung wurde indessen auf die Zeit nach einer Klärung der Regierungsverhältnisse in Preußen verschoben.
Die NS-Presse kommentierte diese Vorgänge 1933, nach Reins' Hinrichtung, polemisch:
“Die Zeiten, da eine gewisse Presse das menschliche Mitempfinden auf den Kopf stellte und nach dem Motto ‘Nicht der Mörder, sondern der Gemordete ist schuldig’ das Mitgefühl der Öffentlichkeit nicht für das Opfer, sondern für den Täter in Anspruch nahm, sind damit ein für allemal vorbei. Geradezu empörend war das Getue um den Geldbriefträgermörder Ernst Reins. Immer wieder zögerte die marxistische preußische Regierung die Vollstreckung des Todesurteils hinaus. Und auch als die Regierung Braun-Severing schon längst abgesetzt war, versuchte die Linkspresse, für diesen Unhold, der nach der furchtbaren Tat unbeschwert von Gewissensbissen eine Vergnügungsreise nach Italien antrat, um Mitleid zu betteln und seine Begnadigung durchzusetzen. Kein Wunder, wenn bei einer solchen Rechtsauffassung das Todesurteil, das ja zu einer bloßen Formalität herabgesunken war, nicht mehr schreckte und wir in Deutschland eine wahre Mordepidemie erlebte."
Kurz nach der Aufhebung des Reichskommissariats für das Land Preußen und der Einsetzung einer neuen preußischen Regierung unter dem zum neuen Ministerpräsidenten ernannten NS-Politiker Hermann Göring wurde die Stundung der Vollstreckung des gegen Reins ergangenen Todesurteils beseitigt. Da Göring es ablehnte, von dem ihm als Regierungschef von Preußen zustehenden Begnadigungsrecht Gebrauch zu machen, wurde Reins am frühen Morgen des 9. Mai 1933 auf den Hof der Strafanstalt Plötzensee geführt und dort zusammen mit dem ebenfalls wegen Mordes zum Tode verurteilten Johannes Kabelitz durch den Scharfrichter Carl Gröpler mit dem Handbeil hingerichtet. Die Vollstreckung des Urteils gegen Reins erfolgte um 6.00 Uhr, die gegen Kabelitz um 6.08 Uhr. Zeitungsberichten zufolge waren beide „völlig gefasst“.
Die NS-Presse feierte die Doppelhinrichtung mit Kommentaren wie dem folgenden aus der Havelländischen Rundschau:
„Mit der Hinrichtung ist der jahrelange Kampf um die Todesstrafe eindeutig entschieden worden. Die Todesstrafe ist wieder eingeführt, und nach dem Wollen der nationalen Regierung wird entsprechend einem gesunden Gerechtigkeitsgefühl wieder das Verbrechen die verdiente Strafe nach sich ziehen."
Und im Echo hieß es ganz ähnlich:
„Der Fall Reins besonders gab einer gewissen Sorte von Publizisten Anlaß zu den widerwärtigsten Apologien und zu „Protesten“ gegen die Todesstrafe, die nach der Ideologie der Menschenrechtler eine „Kulturschande" war. Nun ist es aus mit dieser trüben Verwirrung der einfachsten Tatbestände. Die Todesstrafe wird wieder vollstreckt und damit das Gesindel in Schach gehalten. Das entspricht durchaus dem gesunden Rechtsempfinden des Volkes. Vor den roten Plakaten, die die Hinrichtung des Reins und des Kabelitz meldeten, konnte man überall bei der Menge nur laute Beifallsäußerungen hören. Nur in einem kranken und schwachen Staat wird der Verbrecher als interessante Abart der Öffentlichkeit vorgestellt werden. Eine gesunde Gemeinschaft scheidet unsoziale Elemente unerbittlich aus und richtet entschlossen die Schärfe des Schwertes gegen den Verbrecher.“
Justizgeschichtlich ist der Fall Reins insofern bemerkenswert, als es sich zum einen um die erste Hinrichtung nach dem Beginn der NS-Herrschaft im Deutschen Reich handelt und zum zweiten um die De-facto-Wiedereinführung der Todesstrafe im Gebiet des Staates Preußen, in dem sie zuvor knapp fünf Jahre lang zwar auf dem Papier existiert hatte, in der Praxis aber aufgrund des routinemäßigen Nichtvollzugs der ergangenen Todesurteile, so gut wie abgeschafft gewesen war (eine Ausnahme bildete lediglich die 1931 vollzogene Hinrichtung des Serienmörders Peter Kürten).